# Stjepan VII.
Stjepan VII., papa od prosinca 928. do veljače 931. godine.